# Bệnh viện Tâm thần Hà Nội
Bệnh viện Tâm thần Hà Nội là bệnh viện công lập, trực thuộc sở Y tế Hà Nội. Bệnh viện dành cho người bệnh Tâm thần ở Sài Đồng, Long Biên, thành phố Hà Nội. Bệnh viện được thành lập theo quyết định số 3627/QĐ-UBND ngày 16 tháng 7 năm 2009 của Ủy ban nhân dân thành phố Hà Nội.

## Thành tích nổi bật
- Huân chương Lao động hạng Nhất (2003), hạng Nhì (1993), hạng Ba (1985)[3].
- Huân chương Độc lập hạng Ba (2012)[3].
- Bằng khen của Thủ tướng Chính phủ[3].
- Xếp hạng Nhất năm 2010 và 2018[4], hạng Nhì năm 2005 và hạng Ba năm 1983[3].